# Renault Premium
Der Renault Premium war ein LKW-Modell des französischen Herstellers Renault Trucks, der besonders für den Verteilerverkehr konzipiert ist.
Der Renault Premium war in der Modellpalette der Renault-Lastwagen das zweitschwerste Modell, angesiedelt unter dem Fernverkehrslastwagen Renault Magnum, jedoch über dem Verteiler- und Nahverkehrs-Lkw Renault Midlum. Bei seinem Erscheinen 1996 löste er endgültig die Renault R-Serie ab, die bereits ab 1990 durch den damals neu erschienenen Magnum moderne Konkurrenz im eigenen Hause erhalten hatte. Der Premium war als schwerer Verteiler- sowie als Fernverkehrs-LKW konzipiert, die Modellversion für den Baustellenverkehr hießen in leichter Ausführung Premium Lander und in schwerer Ausführung Kerax. Das Fahrerhaus teilt sich der Renault Premium mit dem Volvo FE.
Im Gegensatz zum Magnum, der konzeptionell Fahrerhaus und die Motorraumverkleidung trennte und damit Neuland im LKW-Bau betrat, war der Renault Premium eine konventionelle Konstruktion. Es gab das Fahrerhaus in Normalausführung (lange Kabine), Langkabine mit Hochdach, Innenausstattung für Einzelfahrer die alle als Premium Route vermarktet wurden, sowie speziell für den Verteilerverkehr ausgestattete Varianten als Premium Distribution. Dazu war noch eine flache Kabine für die Verwendung als Autotransporter im Programm.
Der Renault Premium erfuhr in seiner Produktionszeit mehrere Modifikationen, darunter neue Einrichtungen des Fahrerplatzes. Die größte dieser Modifikationen, die auch mit einem starken äußerlichen Facelift einherging, erfolgte im Jahr 2005.
Ausgestattet war der Premium mit Dieselmotoren mit 6 Zylindern in Reihenform mit Direkteinspritzung, die Motoren leisteten je nach Ausstattung 240, 280, 298, 320, 370, 410, 450 oder 460 PS. Für Einheiten aus der Produktion der Nordex S.A. in Montevideo standen Motorisierungen mit Leistungen von 320 PS, 380 PS und 440 PS zur Wahl.

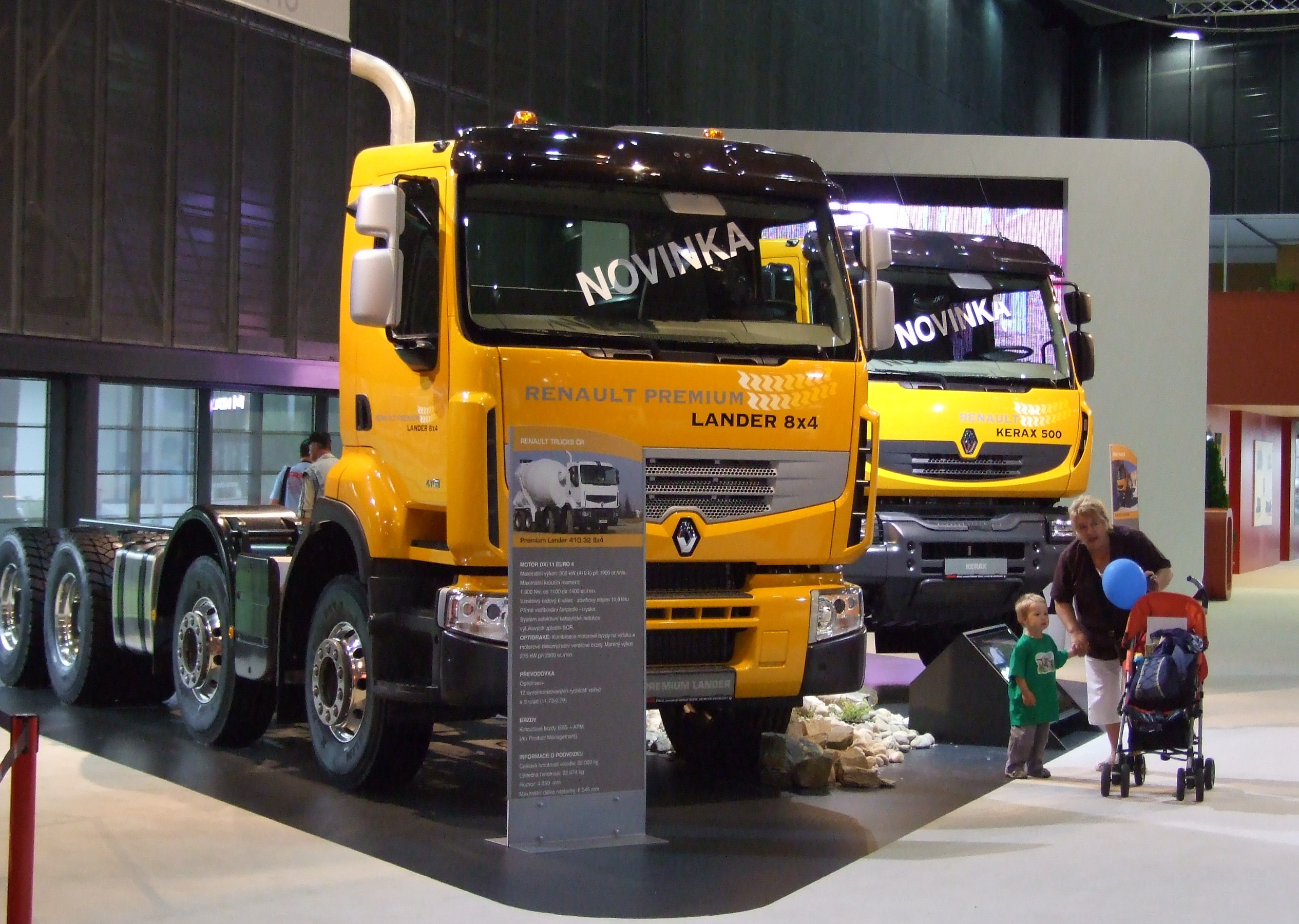
Premium Lander
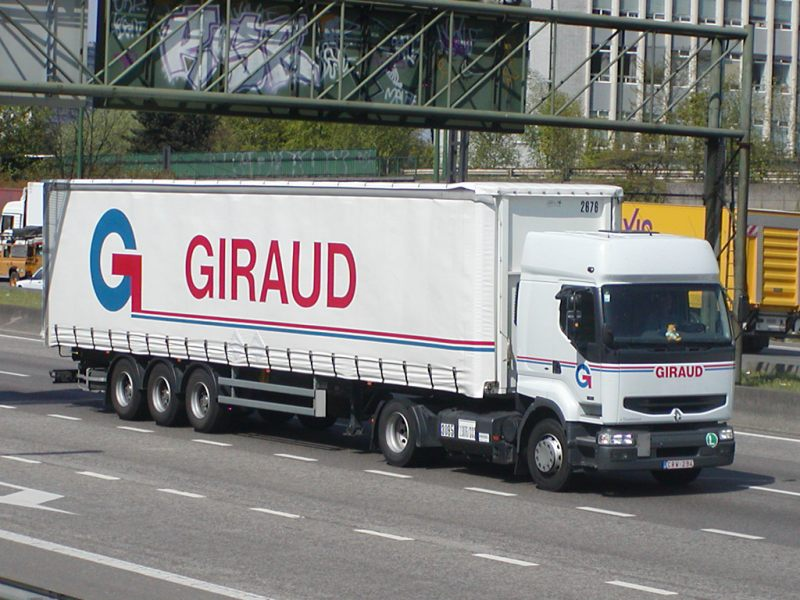
Renault Premium der ersten Bauserie